# Little Women (1918)
Little Women é um filme mudo estadunidense, baseado no romance homônimo de 1868 de Louisa May Alcott; foi lançado em 5 de janeiro de 1919.
Foi, ainda, o filme de estreia do ator Conrad Nagel.

## Sinopse
A ação se passa antes da Guerra de Secessão, na zona rural da Nova Inglaterra onde o casal March vive com suas quatro filhas: Jo, Beth, Meg e Amy; o patriarca aceita um trabalho em Washington D. C. mas acaba ficando doente e sua esposa resolve ir visitá-lo; para financiar a viagem, a filha Jo vende seus cabelos, mas foi algo desnecessário já que uma tia decide pagar as despesas; o Sr. March volta com a família e todos se reúnem novamente na fazenda; a alegria desaparece com a morte da filha Beth; as três filhas restantes, feministas, acabam se casando.

## Elenco
- Isabel Lamon como Meg March
- Dorothy Bernard como Jo March
- Lillian Hall como Beth March
- Florence Flinn como Amy March
- Conrad Nagel como Laurie Laurence
- Kate Lester como Marmee
- Henry Hull como John Brooke
- George Kelson como Mr. March
- Julia Hurley como Tia March
- Lynn Hammond como Prof. Baer
- Nellie Anderson como Hannah
- Frank DeVernon como Mr. Lawrence